# Pirjanje
Pirjati znači toplinom prigotoviti namirnicu u pokrivenoj posudi bez vode, s malo vode, s nekim sokom ili masnoćom. Prema tome postoje i sljedeći načini pirjanja:
- pirjanje u vlastitom soku - ako namirnica sadrži dovoljno valastite vlage i slabo razvijenu celulozu, npr. rajčica.
- pirjanje s dodatkom vode - ako namirnica ima malo vlastitog soka, a razvijenu celulozu, npr. korabica, mrkva i sl.
- pirjanje s dodatkom masnoće i poslije vode - kod mesa, raznog povrća i sl.

Osnovno je upamtiti da se namirnice uvijek pirjaju na nižoj temperaturi, ne naglo, i da namirnice valja češće promiješati da ne zagore. Budući da je namirnica pokrivena, a uronjena je manjim dijelom u vlastiti sok, u vodu ili masnoću, ona se zapravo većim dijelom pirja u pari.